# Richard C. Schwartz
Richard C. Schwartz (geb. am 14. September 1949), ist ein amerikanischer systemischer Familientherapeut, Universitätsdozent und Autor. Er begründete in den 1980er Jahren das Modell der inneren Familiensysteme (IFS), nachdem er von seinen Klienten gelernt hatte, dass diese viele verschiedene Unterpersönlichkeiten oder „Teile“ in sich trugen. Eine seiner Grundaussagen ist: „Unsere inneren Anteile enthalten wertvolle Qualitäten und unser inneres Selbst weiß, wie es heilen kann und ermöglicht uns, integriert und vollständig zu werden. In IFS sind alle Teile willkommen.“

## Werdegang
Schwartz erwarb seinen Doktorgrad in der Paar- und Familientherapie. Er lehrte an mehreren Institutionen, darunter an der University of Illinois und der Northwestern University. Derzeit ist er an der Harvard Medical School im Department of Psychiatry tätig.
Er gründete im Jahr 2000 das Center for Self Leadership, welches sich im Jahr 2019 in IFS Institute umbenannte.

## Veröffentlichungen
Schwartz ist Autor oder Ko-Autor von über 50 Artikeln und Buchkapiteln über IFS sowie folgender Bücher:
- mit Martha Sweezy: Systemische Therapie mit der inneren Familie. Klett-Cotta, Stuttgart 2021, ISBN 978-3-608-89267-3 (Originaltitel: Internal family systems therapy. 1995.).
- Mutige Liebe: Beziehungen verstehen und gestalten mit dem IFS-Modell - Aktualisierte Neuausgabe. Kösel, München 2025, ISBN 978-3-466-34835-0 (Originaltitel: You are the one you've been waiting for. 2008.).
- mit Frank G. Anderson und Martha Sweezy: Therapeutische Arbeit im System der Inneren Familie: ein Skills-Training. Traumabewußte Behandlung von Angst, Depression, PTBS und Substanzmißbrauch. Probst, Lichtenau 2018, ISBN 978-3-944476-28-5 (Originaltitel: Internal family systems skills training manual. 2017.).
- Das System der Inneren Familie: Einführung in die IFS-Therapie - Ein Weg zu mehr Selbstführung. Kösel, München 2024, ISBN 978-3-466-34816-9 (Originaltitel: Introduction to Internal Family Systems. 2019.).
- Kein Teil von mir ist schlecht: mit dem Modell des inneren Familiensystems Trauma heilen und zur Ganzheit zurückfinden. Arbor, Freiburg 2022, ISBN 978-3-86781-367-9 (Originaltitel: No bad parts. 2021.).